# 이충주
이충주(李忠主, 1985년 8월 27일~ )는  대한민국의 배우이자 팝페라 가수이다. 

## 학력
- 부산예고 음악과 졸업
- 경희대학교 성악과 학사
- 동국대 문화예술대학원 연극예술학

## 출연작

### 영화
| 연도         | 영화명                         | 배역 | 비고        |
| ------------ | ------------------------------ | ---- | ----------- |
| 2015년(한국) | 쿠크하트: 시계심장을 가진 소년 | 잭   | 한국어 더빙 |

### 드라마
| 연도   | 채널    | 드라마명                        | 배역   |
| ------ | ------- | ------------------------------- | ------ |
| 2021년 | JTBC    | 공작도시                        | 박정호 |
| 2023년 | TvN     | 잔혹한 인턴                     | 태서준 |
| 2024년 | 디즈니+ | 강력하진 않지만 매력적인 강력반 | 심현우 |

### 연극
- 2010년 ~ 2011년 연극 《쉬어 매드니스》...조영민 역
- 2015년 연극 《데스트랩》... 클리포드 앤더슨 역
- 2016년 연극 《날 보러와요》... 김 형사 역
- 2017년 연극 《데스트랩》... 클리포드 앤더슨 역
- 2017년 연극 《도둑 맞은 책》... 조영락 역
- 2018년 연극 《아마데우스》... 안토니오 살리에리 역
- 2019년 연극 《어나더 컨트리》... 토미 저드 역
- 2025년 연극 《사의 찬미》... 김우진 역

### 뮤지컬
- 2009년 뮤지컬《스프링 어웨이크닝》... 게오르그 역
- 2010년 설경 뮤지컬《선비가》... 안양 역
- 2012년 뮤지컬 《웨딩》... 신랑 역
- 2013년 뮤지컬 《브로드웨이 42번가》... 빌리 로러 역
  - 2013년 뮤지컬 《브로드웨이 42번가》(성남)(대전)(대구)(광주)(부산)
- 2013년 ~ 2014년 뮤지컬 《디셈버》... 훈 역
  - 2014년 뮤지컬 《디셈버》(부산)(대구) ... 훈 역
- 2014년 뮤지컬 《라스트 로얄 패밀리》...순종 역
- 2014년 뮤지컬 《브로드웨이 42번가》... 빌리 로러 역
  - 2014년 뮤지컬 《브로드웨이 42번가》(부산)(여수)(울산)(전주)(진해)
- 2014년 뮤지컬 《더 데빌》...X 역
- 2014년 ~ 2015년 뮤지컬 《셜록홈즈》... 아담 앤더슨 / 에릭 앤더슨 역
- 2015년 뮤지컬 《마마 돈 크라이》... 뱀파이어 백작 역
- 2015년 뮤지컬 《사의 찬미》... 김우진 역
- 2015년 ~ 2016년 뮤지컬 《벽을 뚫는 남자》... 신문팔이 소년 역
- 2016년 뮤지컬 《마마 돈 크라이》... 뱀파이어 백작 역
- 2016년 뮤지컬 《노트르담 드 파리》... 페뷔스 역
  - 2016년 뮤지컬 《노트르담 드 파리》(대구)(수원)(창원)(부산)(인천)(여수)(광주)(성남)
- 2017년 뮤지컬 《더 데빌》... X Black 역
- 2018년 뮤지컬 《아이러브 유》... 남자 1 역
- 2018년 뮤지컬 《마마 돈 크라이》... 뱀파이어 백작 역
  - 2018년 뮤지컬 《마마 돈 크라이》(대구) ... 뱀파이어 역
- 2018년 뮤지컬 《노트르담 드 파리:한국어버젼 10주년 기념공연》... 페뷔스 역
  - 2018년 뮤지컬 《노트르담 드 파리:한국어버젼 10주년 기념공연》(부산)(대전)(김해)(울산)(안동)(대구)(광주)(인천)(수원)(창원)(천안)
- 2018년 ~ 2019년 뮤지컬 《더 데빌》... X-White 역
- 2019년 뮤지컬 《킹 아더》... 멜라아강 역
- 2020년 뮤지컬 《드라큘라》... 조나단 역
- 2020년 뮤지컬 《미드나잇 액터뮤지션》... 비지터 역
- 2021년 뮤지컬 《그레이트 코멧》... 아나톨 역
- 2021년 뮤지컬 《더 데빌》(비대면 공연) ... X-Black 역
- 2021년 뮤지컬 《마마 돈 크라이》10+1주년 ... 뱀파이어 백작 역
- 2021년 ~ 2022년 뮤지컬 《썸씽로튼》... 닉 바텀 역
- 2022년 뮤지컬 《킹 아더》... 아더 역
- 2022년 ~ 2023년 뮤지컬 《물랑루즈》... 크리스티안 역
- 2023년 뮤지컬《데빌》JAPAN ... x-black 역
- 2023년 미디어아트 뮤지컬《시간의 여신, 오늘》... 바리 역
- 2024년 뮤지컬《라스트 파이브 이어스》... 제이미 역
- 2025년 뮤지컬《원스》... 가이 역

## 콘서트
- 2011년 5월 수변음악회《나! 꿈을 노래한다》
- 2011년 5월 세종문화회관《Happy Concert》
- 2011년 9월《대학 오페라페스티벌》(호프만 이야기, 경희대)
- 2012년 12월《의왕시 송년음악회》
- 2012년 12월《의왕시 스쿨콘서트》
- 2013년 8월《충무 예그린 페스티벌》(라스트 로열 패밀리)
- 2013년 8월《Summer 페스티벌》(브로드웨이 42번가)
- 2014년 2월《언성》뮤지컬 갈라 콘서트
- 2014년 7월《리사 콘서트》게스트
- 2014년 10월《뮤지컬 셜록홈즈 콘서트》
- 2015년 1월《호이 스타일 매거진쇼》게스트
- 2015년 3월《윤형렬 나눔콘서트》게스트
- 2015년 10월《뮤지컬 토크 트루맨쇼》이충주 With 변희석
- 2015년 11월《아트엠 콘서트》
- 2016년 2월《이충주 단독 콘서트》시작
- 2016년 3월 일본《유메토모 콘서트》편지 1일2회
- 2016년 5월《뮤직 할: 네번째 이야기》Restart
- 2016년 10월《뮤지컬 갈라 콘서트》All That Musical
- 2016년 10월《유메토모 한국 특별 콘서트》
- 2016년 12월《Frank ＆ D 프라이빗 쇼케이스》
- 2017년 5월《뮤지컬 콘서트》송포유
- 2017년 7월 일본《유메토모 콘서트》1일2회
- 2017년 8월《알앤디웍스 콘서트》
- 2017년 9월《더 뮤지컬 페스티벌》
- 2017년 10월《브라보 콘서트》(제주)
- 2017년 12월 《팬텀싱어2 콘서트》(서울) (인천) (대전) (대구) (광주)
- 2017년 12월《펠리스나비다》FelizNavidad
- 2017년 12월 에델 라인클랑 프렌즈 디너 콘서트
- 2018년 1월《The Voice of DUO Concert 신년음악회》
- 2018년 1월《라클레아X이충주 사랑을 노래하다》(춘천)
- 2018년 1월~2월《팬텀싱어2 콘서트》(서울) (울산) (청주) (고양) (부산)
- 2018년 2월《팬텀 콘체르토》(성남)
- 2018년 2월《더 팬텀즈 콘서트》(서울)
- 2018년 2월《평창문화 올림픽 기획공연》(강릉)
- 2018년 3월《더 팬텀즈 콘서트》(대구)
- 2018년 5월《앤드류 로이드 웨버 기념 콘서트》 A Celebration of Andrew Lloyd Webber in Korea
- 2018년 5월《크로스오버 뮤직 콘서트》
- 2018년 5월《뮤지컬 “셜록홈즈” 콘서트》
- 2018년 5월《ZO strory 조형균 콘서트》(게스트)
- 2018년 6월《뮤지컬 “더 데빌”콘서트》
- 2018년 6월《2018 팬텀싱어 페스티발》
- 2018년 10월《에델라인클랑 첫번째 단독콘서트》
- 2018년 10월《10월의 로맨틱 콘서트》(청양)
- 2018년 12월《팬텀 Christmas 콘서트》
- 2019년 6월 일본《이충주 유메토모 단독 콘서트》1일2회
- 2019년 6월《팬텀 나이트콘서트》
- 2019년 8월《대학연극뮤지컬 페스티벌 시상식공연》
- 2019년 9월 일본《앵콜 콘서트 in 도쿄》1일2회
- 2019년 10월 뮤지컬《오페라의 유령》갈라콘서트
- 2019년 11월《뮤지컬 갈라 콘서트》(안양)
- 2019년 11월《극동방송 가을 음악회》
- 2019년 12월《송용진 데뷔 20주년 콘서트》(게스트)
- 2019년 12월《벌써 크리스마스》
- 2019년 12월《Winter Festa 2019 - 에델라인글랑》Love Concerto
- 2020년 7월《이삼열 콘서트》Synthesizer Concerto II
- 2020년 10월《넛지 콘서트》(화성시 문화재단)
- 2020년 11월《Super Show Musical 콘서트》(인천)
- 2020년 펜데믹 당일취소《송년음악회 Passera》(부평아트센터)
- 2020년 12월《YUMETOMO 6th Anniversary Concert》(온라인)
- 2021년 5월《CBS Cinema Concert》
- 2021년 5월《팬텀싱어 올스타전》Galla Concerto
- 2021년 7월《에델 라인클랑 단독 콘서트》Overture
- 2021년 7월 제32회 도쿄하계올림픽대회 대한민국 선수단 결단식 (온라인)
- 2021년 7월《뮤지컬 갈라 Concert》THE DREAM (의성)
- 2021년 7월《Summer Breeze》권태은 런치송 프로젝트 프렌즈
- 2021년 8월《이충주 & 길병민 '시네마 라이브'》
- 2021년 9월 에델 라인클랑 팬미팅/랜선 콘서트
- 2021년 10월《교보 노블리에 콘서트》(대전)(서울)
- 2021년 10월 제17회 부산국제합창제 초청공연 Ⅲ《에델 라인클랑 콘서트》
- 2021년 11월《PHANTOM OF THE ORCHESTRA》
- 2021년 12월 뮤지컬 갈라 콘서트《나루는 달라 show》
- 2021년 11월《교보 노블레이 콘서트》(광주)
- 2022년 2월《에델 라인클랑 콘서트》: 네 남자 이야기
- 2022년 8월 제천국제음악 영화제《저스틴 허위츠 스페셜 콘서트》
- 2022년 9월 에델 라인클랑 2번째 팬미팅
- 2022년 9월 팬텀카니발《2022 The Musical》
- 2022년 9월 Yumetomo 일본 단독 콘서트《이충주의 피크닉》1일2회
- 2022년 10월 제4회 공연예술 축제《그라제》
- 2023년 1월 음악감독 신은경 콘서트《인연.. 물들인다》
- 2023년 4월 한교총《부활절 퍼레이드 기념음악회》
- 2023년 4월 제57회 제주도민체전 경축 음악회
- 2023년 5월 지브리 & 디즈니《스터 뮤지션 콘서트》
- 2023년 5월 지브리 & 디즈니 With 팬텀 - 대전
- 2023년 7월 일본《뮤지컬 데빌 콘서트》
- 2023년 7월 지브리 & 디즈니 with 팬텀 - 성남
- 2023년 8월《뮤지컬 사의찬미 10주년 기념 콘서트》1일2회
- 2023년 8월 납량특집 섹시동안클럽 콘서트 (게스트)
- 2023년 8월 시간의 여신, 오늘 무대인사
- 2023년 11월 Cine Theme Concert《시네테마 콘서트》
- 2023년 12월 크리스마스 콘서트《로맨틱 홀리데이》
- 2024년 8월 디즈니 OST 페스타 - 고양
- 2024년 8월 Disney & Cinema OST FESTA
- 2024년 10월 시흥 커피콩 축제 《가을 콘서트》
- 2024년 10월 워커힐 파크 콘서트《The Serenade》
- 2024년 10월 섹시동안클럽 뮤지컬 페스티벌(게스트)
- 2024년 11월 디즈니 & 픽사 OST 콘서트
- 2024년 12월 디즈니 OST 페스타 - 대구
- 2024년 12월 글로벌 송라이터 쇼케이스- 일본 도쿄
- 2025년 3월 뮤지컬《썸씽로튼》갈라콘서트
- 2025년 3월 지브리 & 디즈니 OST 페스타
- 2025년 3월 디즈니 & 픽사 OST 콘서트
- 2025년 3월《교보 노블리에》포유 (서울) (부산) (대구)
- 2025년 4월 뮤지컬《원스》 Monday Busking
- 2025년 4월《교보 노블리에》 포유 (광주)(부천)
- 2025년 4월 디즈니&픽사 OST 페스타
- 2025년 5월 디즈니 & 픽사 OST 콘서트 (서울)(대전)
- 2025년 5월 지브리 & 디즈니 OST 콘서트 (서울)(의정부)(용인)
- 2025년 5월《교보 노블리에》포유 (창원)
- 2025년 6월《교보 노블리에》포유 (용인)(울산)
- 2025년 7월《교본 노블리에》포유 (창원)(대구)
- 2025년 8월《썸머 무비 콘서트》

## 앨범

### 개인 앨범
- 2017년 4월《내가 부르는 노래》
- 2017년 11월《어머니》
- 2019년 4월《Butterfly》
- 2021년 3월《너라는 가사가 끝나도》
- 2021년 4월《그런 너를 위해》
- 2021년 9월《너와 나》
- 2023년 3월《너와 내가 사랑하던 그때》

### 참여 앨범
- 2014년 11월 춘우 OST 《마음에 드나요》
- 2014년 12월 뮤지컬 셜록홈즈 앤더슨가의 비밀 OST

《Truth Game 2 (진실게임 2)《Remember (기억해)《It's Been Started》 (시작 됐어)
- 2017년 9월 팬텀싱어2 episode 2《Skyfall》
- 2017년 9월 팬텀싱어2 episode 3《꽃이 피고 지듯이》
- 2017년 9월 팬텀싱어2 episode 5《Maria》
- 2017년 10월 팬텀싱어2 episode 7《Anche Se Non Ci Sei》
- 2017년 10월 팬텀싱어2 episode 8《La Vita》
- 2017년 10월 팬텀싱어2 Episode 9《Wicked Game 여기는 어디인가》
- 2017년 11월 팬텀싱어2 Episode 10《Senza Parole Non riesco a farti innamorare》
- 2018 9월 에델 라인클랑 1집 약속 外(총11곡)
- 2020 9월 응원가 힘내라 대한민국
- 2021년 2월 팬텀싱어 올스타전 Episode.2《미아》
- 2021년 2월 팬텀싱어 올스타전 Episode.3《Molitva》
- 2021년 3월 팬텀싱어 올스타전 Episode.6《거짓말거짓말》
- 2021년 4월 팬텀싱어 올스타전 Episode.10《담배가게 아가씨》
- 2021년 4월 팬텀싱어 올스타전 Episode.11《보통날》
- 2022년 4월 브라운워십 여섯번째《하나님의 공의》
- 2022년 7월 에델 라인클랑 2집 책장을 넘긴다 外(총12곡)
- 2023년 11월 Musical Piece vol.1 로기수 OST《당부》
- 2023년 11월 뮤지컬 <미라클 보이> OST《I WISH YOU A MERRY CHRISTMAS》
- 2024년 1월 ANT_1 PROJECT 5Th 《좁은 길 따라서》
- 2024년 11월 서울 다반사 《흩어져, 바래져, 사라져》
- 2025년 1월 Happy Together《응답》

## 방송

### 예능
- 2017년 8월 11일 ~ 11월 3일 JTBC 팬텀싱어2
- 2021년 1월 26일 ~ 4월 20일 JTBC 팬텀싱어 올스타전

### TV
- 2012년 6월 27일 MBC 뉴스데스크 인터뷰
- 2013년 7월 7일 SBS 도전 1000곡 255회
- 2016년 7월 3일 KBS 1TV 열린음악회 1110회
- 2017년 4월 13일 EBS 다큐프라임 1부 다큐드라마
- 2017년 11월 17일TBS 공연에 뜨겁게 미치다 85회 인터뷰
- 2018년 2월 2일 TBS 공연에 뜨겁게 미치다 96회 인터뷰
- 2018년 3월 23일 TBS 공연에 뜨겁게 미치다 103회 인터뷰
- 2018년 8월 12일 JTBC 히든싱어5 9회 바다편
- 2019년 7월 5일 TBS 공연에 뜨겁게 미치다 170회 인터뷰
- 2021년 4월 18일 ~ 6월 13일 KBS 2사장님 귀는 당나귀 귀 김문정편
- 2021년 8월 18일 the LIFE 클래식은 왜 그래2 9회 크로스오버편
- 2022년 3월 14일 ArirangTV Catchy Korea 단독 인터뷰
- 2022년 4월 8일 JTBC 방구석 1열 확장판 8회
- 2022년 5월 19일 TV CHOSUN 국가가 부른다 14회 꽃남특집
- 2022년 7월 12일 ~ 7월 21일  <에델 라인클랑> 2집 '책장을 넘긴다' 활동

12일 더 쇼, 13일 쇼챔피언, 15일 뮤직뱅크, 15일과 22일 Simply K-Pop, 21일 엠 카운트다운
- 2022년 8월 18일 KBS 1TV 열린음악회 1391회
- 2022년 8월 11일 MBC충북 제천국제음악영화제 개막식 사회자
- 2022년 10월 15일 국방TV 위문열차 493회
- 2023년 1월 29일 KBS 1TV 열린음악회 1416회
- 2023년 4월 21일 TV CHOSUN 국가가 부른다 55회 배가수(배우겸가수)특집
- 2024년 3월 31일 MBC 뉴스데스크 인터뷰
- 2025년 3월 2일 KBS 1TV 열린음악회 1515회

### 인터넷 / 라디오
- 2018년 6월 5일 SBS 파워FM 박소현의 러브게임 듀엣 감성폭격기
- 2018년 6월 27일 KBS CoolFM 설레는 밤, 김예원입니다 듀엣 감성폭격기
- 2021년 5월 6일 네이버 나우 god의 점심어택 444회
- 2021년 10월 4일 네이버 나우 커튼콜 10회 마성의 이충주편
- 2022년 2월 22일 네이버 나우 god의 점심어택 625회
- 2022년 3월 3일 유튜브 요리할레오 햄오믈릿편
- 2022년 3월 11일 네이버 나우 커튼콜 커튼콜 갈라쇼
- 2022년 4월 11일 Seezn 뮤시즌 Episode 6
- 2022년 4월 20일 네이버 나우 god의 점심어택 693회
- 2022년 4월 28일 SBS 파워FM 두시탈출 컬투쇼 특선 라이브쇼
- 2022년 7월 27일 네이버 나우 god의 점심어택 762회
- 2022년 4월 28일 SBS 파워FM 웬디의 영스트리트 귀대면 콘서트
- 2023년 1월 31일 KBS CoolFM 이기광의 가요광장 라디오 초대석
- 2023년 2월~3월 유튜브 디글:Diggle 먼슬리 디글 X 물랑루즈
- 2023년 10월 5일 TBN 한국교통방송 김효진, 양상국의 12시에 만나요 한낮의 초대석